# Clément Émile Roques
Clément-Emile Roques (8 de dezembro de 1880 - 4 de setembro de 1964) foi um cardeal francês da Igreja Católica Romana. Ele serviu como arcebispo de Rennes de 1940 até sua morte, e foi elevado ao cardinalato em 1946 pelo papa Pio XII. 

## Biografia
Nascido em Saint Pierre des Ports, Graulhet, filho de Philippe Roques e Victorine Raphe, Clément-Émile Roques estudou no Seminário Menor de Lavaur, depois no Seminário Maior de Albi e no Instituto Católico de Toulouse antes de ser ordenado ao sacerdócio em 2 de abril de 1904. Ele então atuou como professor, administrador, prefeito de estudos e superior do Seminário de Barral, em Castres (1904-1929).
Em 15 de abril de 1929, Roques foi nomeado bispo de Montauban pelo papa Pio XI. Recebeu sua consagração episcopal no dia 24 de junho seguinte, na Catedral de Albi, de Pierre-Celestin Cézerac, arcebispo de Albi, com Jules-Géraud Saliège, arcebispo de Toulouse, e Charles Challiol, bispo de Rodez, servindo como co-consagradores. Seu lema episcopal era In fide et lenitate. Roques foi posteriormente nomeado Arcebispo de Aix em 24 de dezembro de 1934 e Arcebispo de Rennes em 11 de maio de 1940.
O Papa Pio XII criou-o cardeal-presbítero de S. Balbina no consistório de 18 de fevereiro de 1946. Ele foi legado papal nos Congressos Eucarísticos Nacionais de Nantes (1947) e Rennes (1956). Um dos cardeais eleitores no conclave de 1958, Roques viveu o suficiente para atender as duas primeiras sessões do Concílio Vaticano II (1962-1963), e participar no conclave de 1963 que selecionou o Papa Paulo VI. Durante seu mandato como Arcebispo, o Cardeal confirmou três milagres atribuídos a Nossa Senhora de Lourdes.
Roques morreu em Rennes, aos 83 anos. Ele está enterrado na Catedral Metropolitana de São Pedro.